# Aïn Chrichira
Aïn Chrichira (arabe : عين شريشيرة) est un site naturel situé dans le gouvernorat de Kairouan, au centre de la Tunisie, et couvrant une superficie de 122 hectares. Il est classé comme une réserve naturelle en 1993.

## Formations géologiques
Les formations géologiques du site datent du Tertiaire (Paléogène et Néogène du sud de la dorsale) avec des calcaires à nummulites et dolomitiques de l’Yprésien et du Lutétien inférieur, ainsi que des Flyschs argilogreseux de l’Oligocène aquitanien (numidien).